# Robert Georgin
Robert Georgin, né le 21 novembre 1923, est un intellectuel, romancier et essayiste belge dont les travaux abordent notamment la linguistique et la psychanalyse.

## Biographie

### Début de sa vie et études
Robert Georgin, né le 21 novembre 1923 à Liège, suit son cycle d'enseignement secondaire à l'athénée de Liège. Ensuite, entre 1942 et 1944, il étudie la philologie romane à l'université de Liège (ULG) pour après, s'orienter vers des études de droit. Des années plus tard, en 1973, il présentera une thèse en linguistique à l'université Paris-VIII-Vincennes.

### Activités militantes
Pendant la Seconde Guerre mondiale, Robert Georgin entre dans la résistance armée dès 1943. Il devient également collaborateur du mensuel de Jeune Wallonie en octobre 1944, et le reste jusqu'en avril 1946. En 1945, il est secrétaire du comité de Bressoux de Jeune Wallonie. En février, il est promu directeur de la propagande de ce mouvement à la place de Paul Dehousse. Dans le cadre de cette fonction, il contribue à une grande campagne de réclamation pour entre autres, l'abdication de Léopold III. Il participe à l'organisation du Congrès national de 1945 à Liège, lors d'une période de notoriété du mouvement wallon.

### Carrière

#### Carrière culturelle
L'année 1946 marque un tournant dans la carrière de Robert Georgin : son travail dans la communication radiophonique. Il débute comme annonceur à Radio-Liège, une des antennes de l'INR (Institut national de radiodiffusion), puis évolue rapidement et devient journaliste mondial de la radiodiffusion pour la Belgique en 1947, à Bruxelles. À cette époque, il est rédacteur et reporter pour les émissions belges au Congo. Il revient ensuite à Liège, en janvier 1949, pour prendre la responsabilité du Centre de production de l'INR et ce, jusqu'en janvier 1961. Durant sa carrière, il appartient aussi au comité INR de l'Association wallonne du personnel des services publics comme représentant du service mondial. Il contribue également au Congrès culturel wallon d'octobre 1955 à Liège. 
Toujours dans le domaine culturel, il participe à la fondation du Festival du jeune Théâtre de Liège en 1958 avec Robert Maréchal (1926-2013) et Victor Moremans. Lors de la grève de l'hiver de 1960-61, il est arrêté dans la manifestation et passe quelques heures en détention. Par la suite, en 1961, il est nommé chef de service puis directeur du Troisième programme de la RTB (radio-télévision belge, anciennement l'INR) récemment créé (aujourd'hui Musiq3). Il y reste jusqu'en 1988, date de fin de sa carrière active. 
Pendant sa carrière, il fait des interviews radiophoniques, dont celle de Jacques Lacan : Réponses à sept questions posées par M. Robert Georgin en 1970.[réf. nécessaire]

#### Activités éditoriales
En 1973, Robert Georgin termine sa thèse de doctorat en linguistique à Paris VIII-Vincennes. Intitulée Convergences et divergences dans le domaine des sciences humaines, elle est réalisée sous la direction du linguiste franco-belge Nicolas Ruwet et rééditée plusieurs fois sous divers titres, dont Le temps freudien du verbe en 1973.
Outre cette œuvre, le docteur en linguistique publie plusieurs ouvrages, Jakobson sur le linguiste Roman Jakobson en 1978, sur la psychanalyse avec ses travaux sur Jacques Lacan, et sur l’ethnologie avec notamment Claude Lévi-Strauss. Il publie un recueil d'essais Au clair de la veuve : et autres baroques, essai d'écriture audiovisuelle en 1979 et Le pas du Clerc en 1981. Sa dernière œuvre est la fiction Le Solstice d'automne. Testament amoureux, un poème qui traite du thème de l'amour, publié en 2004. 
Durant cette période, Georgin quitte la Belgique pour s'installer à Paris en 1989. Il a obtenu la nationalité française et dit d'ailleurs un jour : « Je me suis rattaché à la France à titre strictement personnel »

## Publications
- Le temps freudien du verbe, Lausanne, L'Âge d'Homme, coll. "Sphinx", 1973.
- La structure et le style, Lausanne, L'Âge d'Homme, coll. "Sphinx", 1975[4].
- Lacan, L'Âge d'Homme, Collection: Cistre-essais, Lausanne, 1977[5],[6].
- Québec (presque) libre, Lausanne, L'Âge d'Homme, 1977.
- Monod, Lausanne, L'Âge d'Homme, 1978.
- Jakobson, dans Cahiers Cistre no 5,  Lausanne, L'Âge d'Homme, 1978.
- Au clair de la veuve. Et autres baroques, essai d'écriture audiovisuelle, Cistre, Petit-Rœulx, 1979.
- En collaboration avec le Centre d'études Georges Simenon, Simenon, Lausanne, L'Âge d'Homme, coll. coll. "Cistre-essais", 1980.
- En collaboration avec Georges Simenon et le Centre d'études Georges Simenon, Simenon: avec un entretien inédit de Georges Simenon, Lausanne, L'Âge d'Homme, 1980.
- Le Pas du clerc, Lausanne, L'Âge d'Homme, 1981.
- De Lévi-Strauss à Lacan, Petit-Rœulx, Cistre, coll. "Écrits/Cistre", 1983, Réédition définitive, corrigée et vérifiée de Le temps freudien du verbe.
- Lacan, Petit-Rœulx, Cistre, 1984, 2e éd..
- L'Homme cuit, Paris, Cistre, 1986.
- Le sexe de Jocaste, Paris, Cistre, coll. "Cistre-Lettres différentes", 1989.
- L'inceste et ses tabous. Essai sur le mythe de la déesse, Paris, Cistre, 1993.
- Le solstice d'automne. Testament amoureux, Arles, Actes Sud, coll. « Un endroit où aller », 2004.

### Réceptions critiques
Les ouvrages de Robert Georgin ont reçu des accueils très variés, certains critiques les appréciant grandement, d'autres les dénigrant ou même s'attaquant à lui pour les avoir écrites. 
Ainsi, le philosophe français Maxime Chastaing, dans son compte-rendu dans la Revue philosophique de la France et de l'étranger en 1973, y trouve des informations pour améliorer son langage et les seconds y trouver d'intéressantes théories philosophiques. 
Claude Mauriac dans sa critique de La structure et le style publiée par Le Figaro estime que les recherches de Robert Georgin « partent de Mauron, mais pour le dépasser ». René Pommier, trouve cette lecture « stimulante ».